# こちら禅寺探偵局
『こちら禅寺探偵局』（こちらぜんでらたんていきょく）は、1993年から1996年までテレビ朝日系「土曜ワイド劇場」で放送されたテレビドラマシリーズ。全2回。主演は松平健。

## キャスト

### 洞谷院
望月法元
演 - 松平健
洞谷院の和尚。元商社マンで寺を継ぐ前はダイニチ通商に勤めていた（第1作）。
大愚
演 - 鈴木克始（第1作）、李鐘浩（第2作）
法元の弟子。

### ゲスト
第1作「和尚法元の殺人説法」（1993年）
- 塚本ゆき（佐倉の妹） - 佐野量子
- 池下君代（池下の後妻） - 紫城いずみ
- 道奴 - 朝比奈順子
- 佐倉博明（銀行員・故人） - 四禮正明
- 大石（戸倉上山田警察署 刑事） - 新田純一
- 藤本正光（ダイニチ通商 部長） - 中山仁
- 池下宣三（池下産業 社長） - 石浜朗
- 徳永五郎（暴力団員） - 上野淳
- 高橋真理（大学院生） - 三上朱美
- 岡崎洋子（大学院生） - 内田さゆり
- 河合芳子 - 遠藤美佐子
- 福田（戸倉上山田警察署 警部補） - ベンガル
- 戸波涼子（ダイニチ通商 秘書） - 佳那晃子

第2作「千社札連続殺人事件！」（1996年）
- 島岡月子（芸者） - 立花理佐
- 長沼絵里（昭宏の会社の専務） - 中村久美
- 野崎（小湊西警察署 刑事） - 真砂皓太
- 山名慧（ブティック経営者） - 木下浩之
- 大橋光明（デザイナー） - 池谷太郎
- 菊地幸子（寿子の妹） - 田中綾子
- 橋本美紀 - 島崎路子
- 立花聖子 - 加賀千景
- 野田由美 - 藤田万理
- 島田大作（小湊西警察署 刑事） - 岡本信人
- 百合（寿子の下で働いている女性） - 須部浩美
- 村上（小湊西警察署 刑事） - 加納朋之
- 川田勇（昭宏と寿子の息子） - 塙翔平
- 安藤（医師） - 高杉哲平
- ナカガワ（秩父警察署 刑事） - 須賀良
- 高木ヨシエ（月子の姉） - 宮田早苗
- 女性連れの男性 - 葛西俊之
- 川田昭宏（ファッションデザイナー） - 寺泉憲
- 川田寿子（パタンナー・昭宏の妻） - 水沢アキ

## スタッフ
- 原作 - 佐橋法龍
- 脚本 - 石倉保志
- 監督 - 松島稔
- 音楽 - 羽田健太郎
- 現像 - 東映化学
- プロデューサー - 塙淳一、池ノ上雄一、伊藤彰将
- 制作 - テレビ朝日、東映

## 放送日程
| 話数 | 放送日        | サブタイトル        | 脚本     | 監督   | 視聴率 |
| ---- | ------------- | ------------------- | -------- | ------ | ------ |
| 1    | 1993年3月13日 | 和尚法元の殺人説法  | 石倉保志 | 松島稔 | 17.4%  |
| 2    | 1996年5月04日 | 千社札連続殺人事件! | 石倉保志 | 松島稔 | 11.9%  |